# Ethobuella
Genre
Ethobuella est un genre d'araignées aranéomorphes de la famille des Cybaeidae.

## Distribution
Les espèces de ce genre se rencontrent aux États-Unis et au Canada.

## Liste des espèces
Selon World Spider Catalog (version 18.5, 14/11/2017) :
- Ethobuella hespera Chamberlin & Ivie, 1937
- Ethobuella tuonops Chamberlin & Ivie, 1937

## Publication originale
- Chamberlin & Ivie, 1937 : New spiders of the family Agelenidae from western North America. Annals of the Entomological Society of America, vol. 30, p. 211-230.